# Шура (зупинний пункт)
Шура — пасажирський залізничний зупинний пункт Жмеринської дирекції Південно-Західної залізниці на електрифікованій лінії Жмеринка — Журавлівка між станціями Юрківка (7,5 км) та Журавлівка (8 км). Розташований неподалік  села Шура-Копіївська Тульчинського району Вінницької області.

## Історія
Зупинний пункт відкритий у 1974 році.

## Пасажирське сполучення
На Платформі Шура  зупиняються приміські електропоїзди сполученням Вапнярка — Жмеринка.
Більшість приміських електропоїздів по станції Жмеринка мають узгоджені пересадки на електропоїзди у напрямку Вінниці, зокрема електропоїзди сполученням Жмеринка — Козятин I).
З 18 червня 2021 року призначався приміський електропоїзд сполученням Козятин — Кодима, що прямував через станції Калинівка I, Вінниця, Гнівань, Жмеринку, Рахни, Вапнярку, Крижопіль, Рудницю, Попелюхи, проте незабаром був скасований.